# Ivan Strnad
Ivan Strnad (3. dubna 1926 Praha – 28. prosince 2004) byl český grafik, malíř, ilustrátor, rytec, typograf a vysokoškolský pedagog.

## Život
V letech 1946–1951 vystudoval na Vysoké škole uměleckoprůmyslové knižní ilustraci v ateliéru Antonína Strnadela, u něhož hned po absolutoriu zůstal jako odborný asistent, dále působil v ateliéru užité grafiky, kde se roku 1969 habilitoval a užíval titul docenta. V letech 1958–1971 byl členem Svazu československých výtvarných umělců, dále členem Umělecké besedy a od roku 1989 členem Sdružení českých umělců grafiků Hollar. V roce 1971 musel jako nestraník pedagogické místo opustit.

## Rodina
Oženil se s akademickou malířkou a ilustrátorkou učebnic Helenou Sottnerovou (1929–2019), s níž měl dceru Markétu. S pozdější manželkou Ivanou měl dva syny. Jejich syn Pavel Strnad byl rovněž výtvarník (1977–2012). Žil v Praze Bubenči ve Schwaigrově ulici.

## Tvorba
Věnoval se především volné a užité grafice v technice suché jehly, prostorové grafice a scénografii ve spolupráci s architektem. Dále navrhoval firemní grafické značky (logo), poštovní známky, především se sportovní tematikou (získal například ocenění za nejlepší známku roku 1964), mince a bankovky, příležitostnou gratulační grafiku a ex libris, knižní obálky a typografii.
Ilustroval Deník Anny Frankové (1966) a Život Kryštofa Kolumba (1992).